# Strada statale 581 di Massafra
La ex strada statale 581 di Massafra (SS 581), ora strada provinciale 102 ex SS 581 Tratto Ceglie Messapica - Confine Taranto (SP 102) nel tratto tra il confine con la Provincia di Taranto e Ceglie Messapica, strada provinciale 104 ex SS 581 Tratto Ceglie Messapica - San Michele Salentino (SP 104) nel tratto tra Ceglie Messapica e l'innesto con la SP 46 in Provincia di Brindisi, e strada provinciale ex SS 581 Massafra - Martina Franca (SP ex SS 581), è una strada provinciale italiana che si sviluppa in Puglia.

## Percorso
L'arteria ha inizio dalla strada statale 7 Via Appia, attraversa il centro abitato di Massafra per proseguire in direzione nord-est fino a raggiungere Martina Franca. Da questa esce in direzione sud-est entrando dopo pochi km nella Provincia di Brindisi. La strada arriva quindi a Ceglie Messapica, assumendo quindi est come direzione. Alle porte di San Michele Salentino, la strada devia per entrare nel centro abitato, superato il quale si innesta dopo pochi chilometri sulla SP 48 San Vito - Francavilla Fontana.
In seguito al decreto legislativo n. 112 del 1998, dal 2001 la gestione è passata dall'ANAS alla Regione Puglia, che ha provveduto al trasferimento dell'infrastruttura al demanio della Provincia di Brindisi e della Provincia di Taranto per le tratte territorialmente competenti.

## Tracciato
| Ex di Massafra 1º Tratto Massafra - Martina Franca |                                          |      |                                 |           |
| Tipo                                               | Indicazione                              | ↓km↓ | Note                            | Provincia |
|                                                    | Massafra Via per Martina Franca          | 0,0  |                                 | TA        |
|                                                    | Noci                                     | 5,5  |                                 | TA        |
|                                                    | Crispiano                                | 7,5  |                                 | TA        |
|                                                    | Area di Sosta                            | 11,5 | Corsia direzione Martina Franca | TA        |
|                                                    | Noci Mottola                             | 19,5 |                                 | TA        |
|                                                    | Crispiano Taranto                        | 20,2 |                                 | TA        |
|                                                    | Mottola Alberobello Taranto Crispiano    | 23,5 |                                 | TA        |
|                                                    | Strada Giuliani Zona Industriale Mottola | 25,1 |                                 | TA        |
|                                                    | Martina Franca Via Massafra              | 25,2 |                                 | TA        |

| Ex di Massafra 2º Tratto Martina Franca - Ceglie Messapica |                                                                       |      |                                   |           |
| Tipo                                                       | Indicazione                                                           | ↓km↓ | Note                              | Provincia |
|                                                            | Martina Franca Corso Messapia                                         | 29,1 |                                   | TA        |
|                                                            | Strada Monte Stabile                                                  | 31,8 |                                   | TA        |
|                                                            | Strada Monticello                                                     | 32,6 |                                   | TA        |
|                                                            | Cisternino                                                            | 34,0 |                                   | TA        |
|                                                            | Strada Rospano                                                        | 34,2 |                                   | TA        |
|                                                            | Contrada Galante                                                      | 35,2 |                                   | TA        |
|                                                            | Villa Castelli                                                        | 35,4 |                                   | TA        |
|                                                            | Strada Comunale Giancone                                              | 35,6 |                                   | TA        |
|                                                            | Chiesa di S. Giovanni Pineta Ulmo                                     | 42,0 |                                   | BR        |
|                                                            | Parcheggio Necropoli di Ceglie M.ca                                   | 44,0 | Corsia direzione Ceglie Messapica | BR        |
|                                                            | Area di servizio                                                      | 44,4 | Corsia direzione Ceglie Messapica | BR        |
|                                                            | Ceglie Messapica Collegiata di Santa Maria Assunta Santuario S. Rocco | 44,5 |                                   | BR        |
|                                                            | Ostuni Cisternino Costa Adriatica                                     | 45,3 |                                   | BR        |
| Municipio Ceglie M.ca Polizia Municipale                   |                                                                       | 45,3 |                                   | BR        |
|                                                            | Ceglie Messapica Via Pasquale Gatti                                   | 45,5 |                                   | BR        |

| Ex di Massafra 3º Tratto Ceglie Messapica - Innesto SP48 per S. Vito dei N.nni |                                                                   |      |                                   |           |
| Tipo                                                                           | Indicazione                                                       | ↓km↓ | Note                              | Provincia |
|                                                                                | Ceglie Messapica Via per San Vito                                 | 46,0 |                                   | BR        |
|                                                                                | Area di servizio                                                  | 46,3 | Corsia direzione Ceglie Messapica | BR        |
|                                                                                | Presidio Ospedaliero S. Raffaele                                  | 47,1 |                                   | BR        |
|                                                                                | Francavilla Fontana Ostuni San Vito dei Normanni                  | 53,7 |                                   | BR        |
|                                                                                | San Michele Salentino                                             | 55,8 |                                   | BR        |
|                                                                                | Area di servizio                                                  | 56,2 | Corsia direzione Ceglie Messapica | BR        |
|                                                                                | Contrada Ajani                                                    | 58,8 |                                   | BR        |
|                                                                                | Percorso Cicloturistico Masseria Mastro Oronzo Masseria lauriello | 60,0 |                                   | BR        |
|                                                                                | Santuario Madonna della Pietà                                     | 60,2 |                                   | BR        |
|                                                                                | Per San Vito dei Normanni                                         | 61,0 |                                   | BR        |